# NGC 2357
NGC 2357 is een spiraalvormig sterrenstelsel in het sterrenbeeld Tweelingen. Het hemelobject werd op 6 februari 1885 ontdekt door de Franse astronoom Édouard Jean-Marie Stephan.

## Synoniemen
- UGC 3782
- MCG 4-17-14
- ZWG 116.46
- FGC 619
- IRAS07146+2326
- PGC 20592